# Кирхберг (Санкт-Галлен)
Кирхберг (нем. Kirchberg SG) — коммуна в Швейцарии, окружной центр, находится в кантоне Санкт-Галлен.
Входит в состав округа Тоггенбург. Население составляет 8008 человек (на 31 декабря 2006 года). Официальный код — 3392.